# مانويل ماتشادو (لاعب كرة قدم)
مانويل ماتشادو (بالبرتغالية: Manuel Machado‏) هو مدرب كرة قدم ولاعب كرة قدم برتغالي، ولد في 4 ديسمبر 1955 في غيمارايش في البرتغال. لعب مع ناسيونال ماديرا.

## وصلات خارجية
- مانويل ماتشادو على موقع قاعدة بيانات كرة القدم.إي يو (الإنجليزية)
- مانويل ماتشادو على موقع Soccerway.com (الإنجليزية)